# آدام ماروشیچ
آدام ماروشیچ (سیریلیک صربی: Адам Марушић؛ زادهٔ ۱۷ اکتبر ۱۹۹۲) بازیکن فوتبال اهل مونته‌نگرو است که برای باشگاه  لاتزیو بازی می‌کند.
وی همچنین در تیم ملی فوتبال مونته‌نگرو بازی کرده‌است.